# Kettős kockázat
A Kettős kockázat (eredeti cím: Double Jeopardy) 1999-ben bemutatott amerikai bűnügyi filmthriller Bruce Beresford rendezésében. A főszerepben Ashley Judd és Tommy Lee Jones látható.

## Cselekmény
Libby és Nick házasok, szeretik egymást, van egy gyerekük is. Egy nap Libby és a férfi hajókázni indul, Libby arra kel fel, hogy tiszta véres a ruhája, a hajón pedig vérnyomok vannak, a férje eltűnt. A kiérkező parti őrség egy késsel a kezében talál rá a nőre, később a férjét halottnak nyilvánítják, Libby-t pedig letartóztatják gyilkosságért. A tárgyaláson Libby hiába védekezik, elítélik, börtönbe kerül. Libby megkéri a fia nevelőnőjét, hogy vegye magához a gyerekét, mert nem akarja, hogy állami gondozásban nőjön fel a gyerek.
A nevelőnő kezdetben sokszor beviszi Libby fiát a látogatásra, de aztán eltűnik a városból. Libby felhívja őt telefonon, számon kéri, és véletlenül megtudja, hogy a férje még él, és a nevelőnővel van. Libby a börtönben elszánja magát a túlélésre, csak arra tud gondolni, hogy bosszút ál majd a férjén, a gyerekét pedig magához veszi. Elérkezik Libby szabadon bocsátási tárgyalása, és a nőt feltételesen szabadlábra helyezik. Libby egy házba kerül, Travis lesz a nevelőtisztje, aki egy nagyon szigorú férfi, nem tűri a szabályok megszegését. Libby kutatni kezd a fia után, ezért egyik este nem megy vissza a házba, a zsaruk elfogják, Travis pedig arra készül, hogy visszaviszi őt a börtönbe, de Libby-nek sikerül megszöknie. Tovább kutakodik, de vakvágányra jut, mert a nevelőnő azóta meghalt, a férje pedig nevet változtatott. De Libby nem adja fel, a nyomok alapján eljut New Orleans-ba, ahol rátalál a férjére. Megfenyegeti őt, hogyha nem adja oda neki a gyereket, akkor leleplezi őt. Megbeszélnek egy találkozót, de a férje átveri Libby-t, egy koporsóba teszi a nőt és magára hagyja. Libby nagy nehezen kiszabadul, hajtja a vágy, hogy megtalálja a fiát, és ha kell, akkor megölje a férjét.
Eközben Travis végig Libby nyomában jár, csak egy lépéssel le van maradva, ezért nem tudja őt elkapni. Travis a nyomozása során egyre jobban kezd hinni Libby ártatlanságában, Nick-re is ráakad, lenyomozza őt, és rájön, hogy ő a halott férj. Travis és Libby kieszel egy tervet, hogyan buktassák le Nick-et, felveszik magnóra a beszélgetésüket, ami terhelő bizonyíték Nick ellen. De Nick fegyvert ragad, lövöldözés alakul ki, Travis is megsérül, de Libby a semmiből lelövi Nick-et. Ezután tisztázzák Libby nevét, a nő pedig elindul a fia iskolájába, ahol végre találkozhat a rég nem látott fiával.

## Szereplők
| Szerep                    | Színész         | Magyar hang         |
| ------------------------- | --------------- | ------------------- |
| Elizabeth `Libby` Parsons | Ashley Judd     | Majsai-Nyilas Tünde |
| Travis Lehman             | Tommy Lee Jones | Reviczky Gábor      |
| Nicholas `Nick` Parsons   | Bruce Greenwood | Fazekas István      |
| Angela `Angie` Green      | Annabeth Gish   | Antal Olga          |
| Ben seriffhelyettes       | David Jacox     | Melis Gábor         |